# Borgward
Borgward (Боргвард) — з 1920 року німецький виробник автомобілів. Штаб-квартира знаходиться в Бремені. У 1929 році компанія купує фірму Hansa-Lloyd. У 1961 році компанія припинила виробництво автомобілів. У концерн Borgward входили фірми: Lloyd, Goliath, Hansa.

## Карл Фрідріх Вільгельм Боргвард

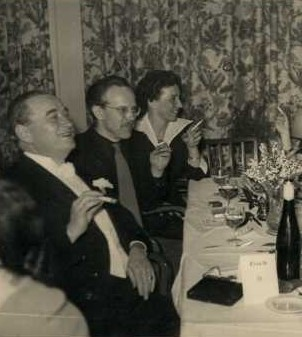
Карл Фрідріх Вільгельм Боргвард (на фото зліва)

Карл Фрідріх Вільгельм Боргвард народився 10 листопада 1890 року. Він був єдиним хлопчиком у родині, де було ще 12 дітей (всі дівчата).
Ще в дитинстві він захопився машинками і конструюванням, так він сам переробляв іграшкові машинки, робив механізм із годинників, і машинки їхали на енергії звільненої пружини.

## Заснування компанії Borgward
У 1913 році він закінчує технічне вище навчання в Гамбурзі «Hoheren Machinenbauschule». Під час Першої світової він отримує поранення і повертається додому. Насамперед на порядку денному стоїть завести сім'ю, що він і робить в 1919 році. У тому ж році, як приватний підприємець, він стає одним з партнерів у фірмі Bremen Reifenindustrie, яка займається всім, чим можна, починаючи від кухонного начиння і кінчаючи сільськогосподарськими машинами. Але це підприємство не приносить грошей, і він шукає іншу сферу діяльності. І знаходить у фірмі Bremer Hansa-Lloyd Werken, яка займається реставрацією пошкоджених під час війни автомобілів. Боргвард підписує угоду і в 1920 році перейменовує фірму, в якій вже став директором, в Bremer Kuhlerfabrik Borgward & Co.

## Початок виробництва автомобілів
Карл Боргвард давно мріє створити свій власний автомобіль. Проте в нього немає ні достатньо коштів, ні приміщень для цього проекту, тому Карл Боргвард продає право на виробництво своєї 2-місної машини фірмі Hansa-Loyd Werke.
На виручені гроші він купує ділянку землі і будує приміщення для нового бізнесу. У 1922 році будівля була готова. У 1924 році фірма починає випускати вантажний трицикл, який завойовує популярність на ринку.
Цікаво, що спочатку машинки використовувалися як складський транспорт, але Карл Боргвард вирішив спробувати продавати цей транспортний засіб усім охочим, у підсумку машинкою зацікавилося підприємство Deutsche Reichspost. Згодом поштові вантажівки заполонили вулиці міст, що послужило непоганою рекламою для фірми. До речі, машинки мали об'єм в 200 кубів і потужність 2.2 сили.

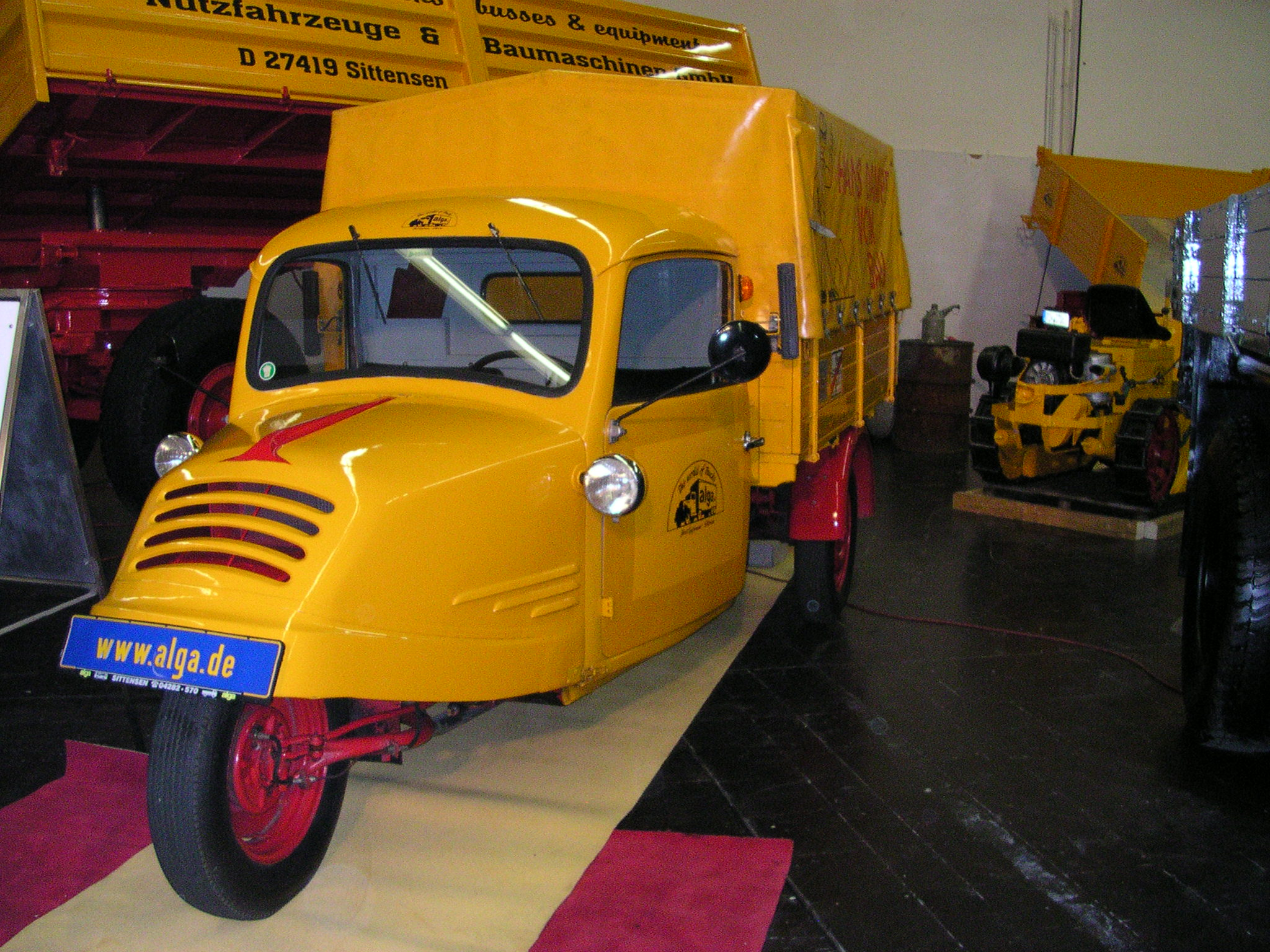
Goliath Rapid

Фірма розвивається, і вже в 1925 році Боргвард вирішує випустити більш дорогий і досконалий трицикл, який назвали «Голіафом».
Цей трицикл також «на ура» приймається дрібними підприємцями, і незабаром Боргварду стає тісно у своїх площах, він купує корпуси колишніх фабрик неподалік.
У 1928 році він перейменовує фірму в Goliath-Werke Borgward & Co GmbH. Справи йдуть настільки добре, що він купує кузовобудівний завод Bremer Carosserie-Werke, який знаходиться навпроти фірми, з якою Боргвард колись співпрацював, тобто з «Ганза-Ллойд Верке».
А через рік Карл купує фірму, яка знаходиться по інший бік від заводу, що випускає «Голіафи». Справи старої фірми Bremer Hansa-Lloyd Werken йдуть жалюгідно, і фірма на межі банкрутства. Цим і скористався Боргвард, зробивши ще один крок до своєї мрії — випускати повноцінні автомобілі.
«Ганза-Ллойд» — стара німецька фірма. Фірма Hansa існувала з 1905 року, а Lloyd — з 1906 року, в 1914 році, перед Першою світовою війною, вони об'єдналися і продовжили випускати легкові і вантажні автомобілі. З покупкою фірми Боргвардом продовжилося виробництво вантажних автомобілів, але дорогі легкові автомобілі Карл Боргвард вирішив більше не випускати. До речі, Hansa-Lloyd відома тим, що стала випускати перші німецькі 8-циліндрові мотори.

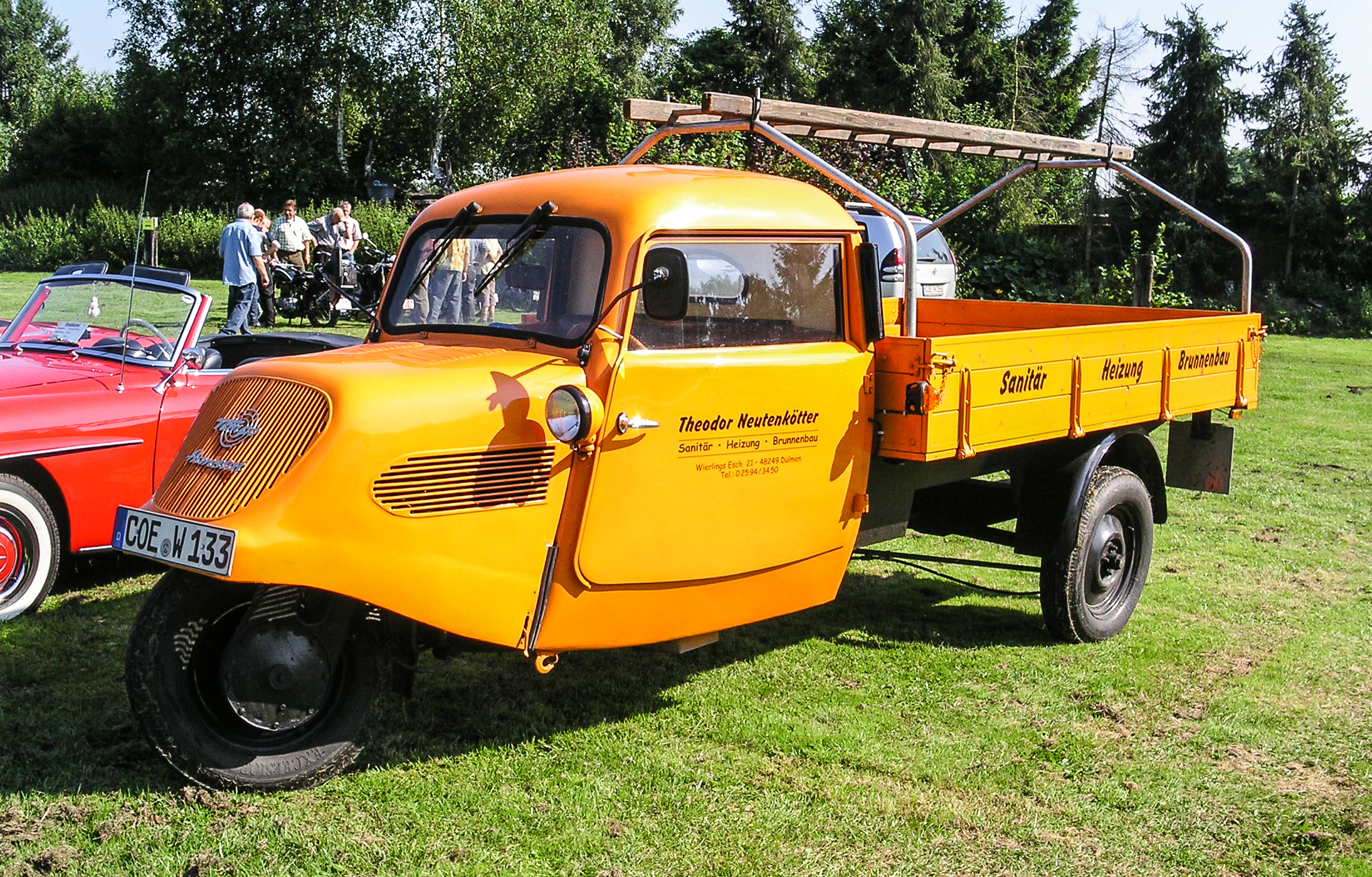
Goliath F200

У 1930 році «Голіаф» починає виробляти вантажівку з вантажопідйомністю в 1.5 т. Оскільки щойно куплена фірма «Ганза-Ллойд» вже має у виробничій програмі досконаліші вантажівки, через рік виробництво вантажівки на «Голіаф» припиняється. Замість неї у виробництво йде 3-колісна вантажівка «Ф200».

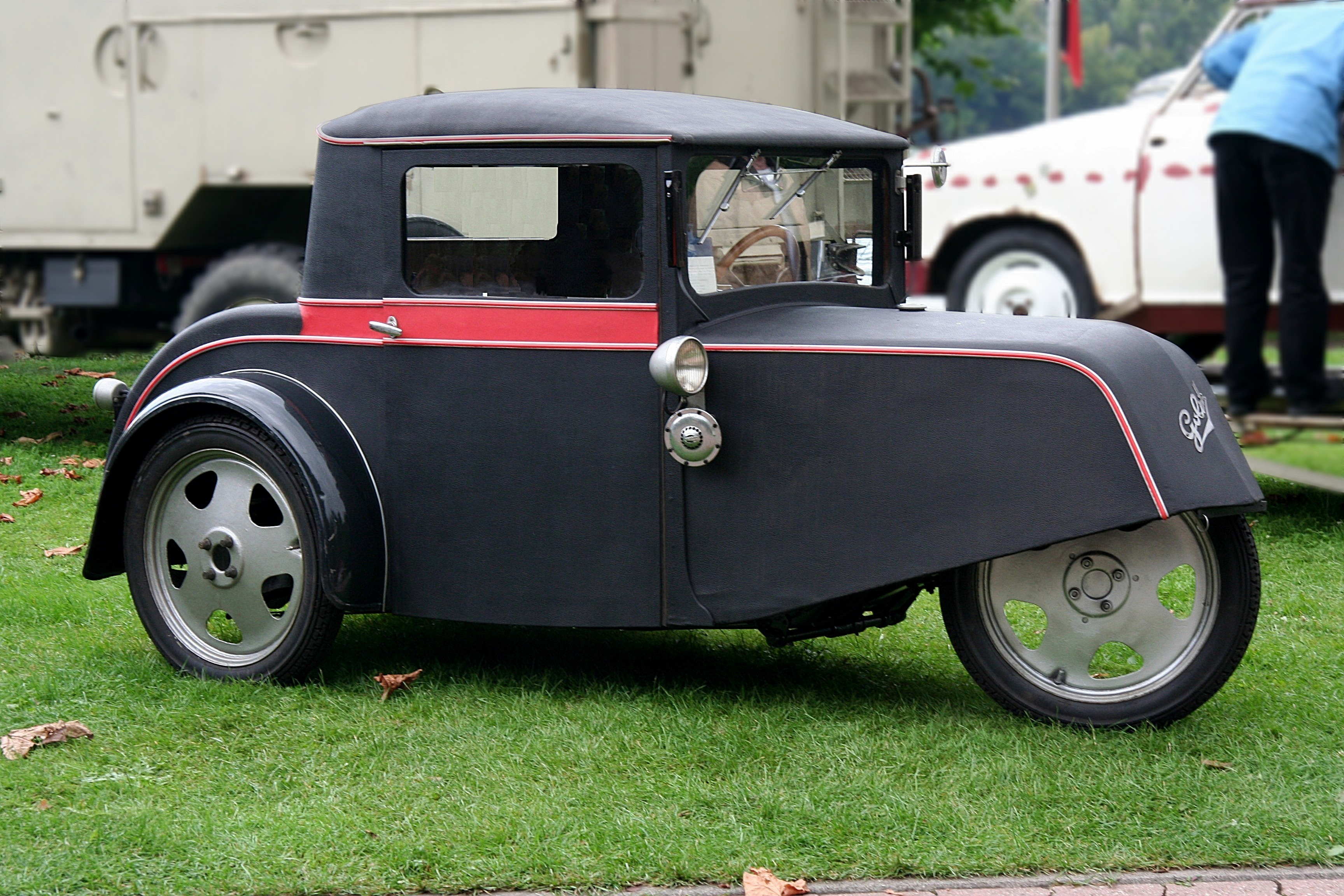
Goliath Pionier

І перший легковий автомобіль, який називається «Голіаф Піонер».
Це був триколісний одноциліндровий автомобільчик — протягом 3-х років випустили більше 4000 легкових машинок цієї моделі.
У 1931 році фірму перейменовують в Hansa-Lloyd und Goliath-Werke Borgward & Tecklenborg oHG.
У 1933 році господар фірми вирішує запустити у виробництво легковик під маркою «Ганза». Так з'являються «Ганза 400» і «500», які мають заднє розташування мотора.
Але Боргвард запізнився із запуском цих автомобілів в серію, криза вже минула, і народ став більш вимогливим до автомобілів.

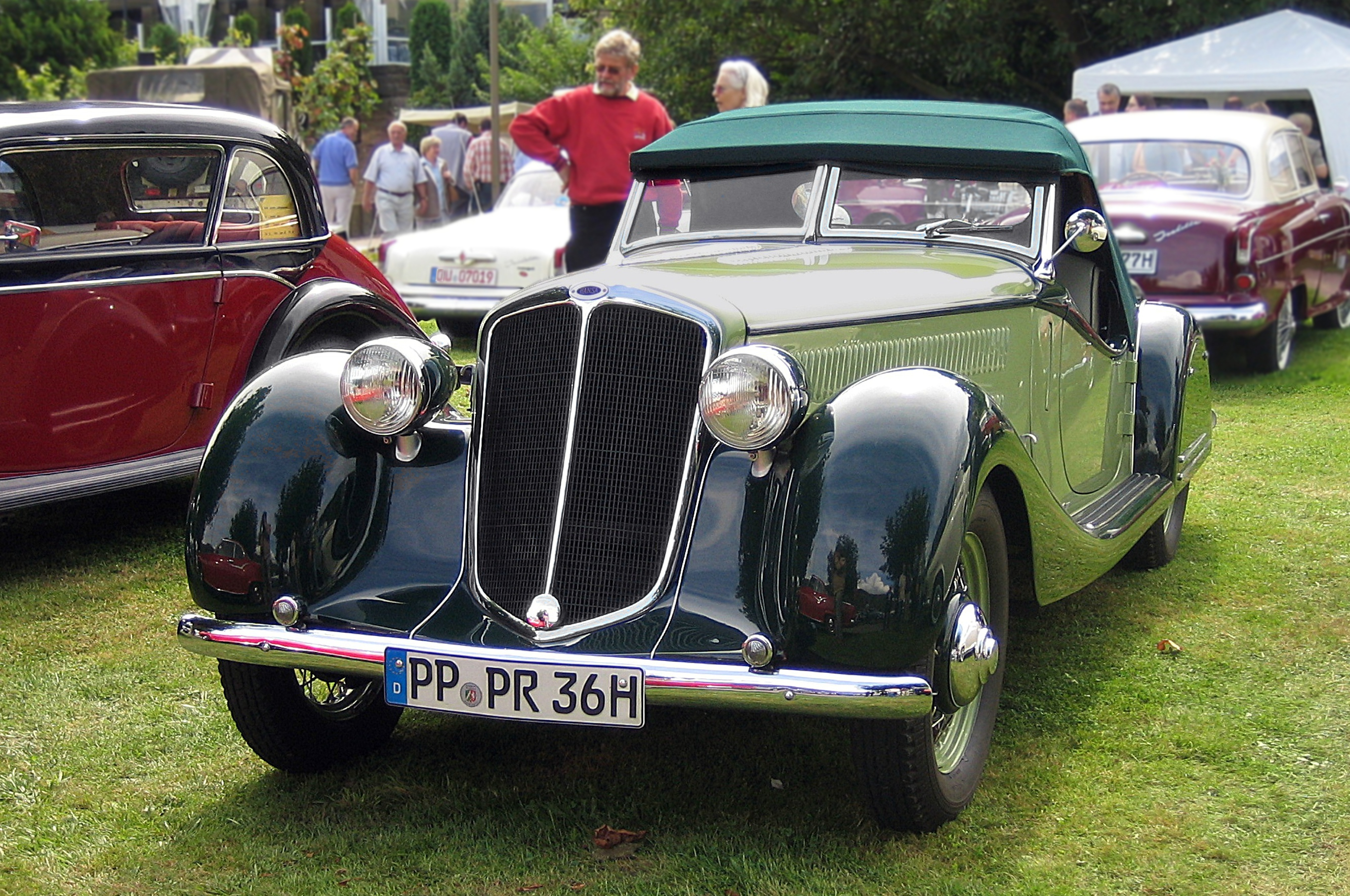
Hansa 1700

Тому через рік з'являються нові моделі — «Ганза 1100» з 2-дверним кузовом і 4-циліндровим мотором, і «Ганза 1700» з 6-циліндровим двигуном. На базі останнього кузовне ательє «Хебмюллер» випускало витончений спортивний відкритий кузов.
Машини відразу заслужили позитивні відгуки преси і отримали визнання серед покупців, ажіотаж був такий, що замовленої машини треба було чекати до 6-ти місяців.

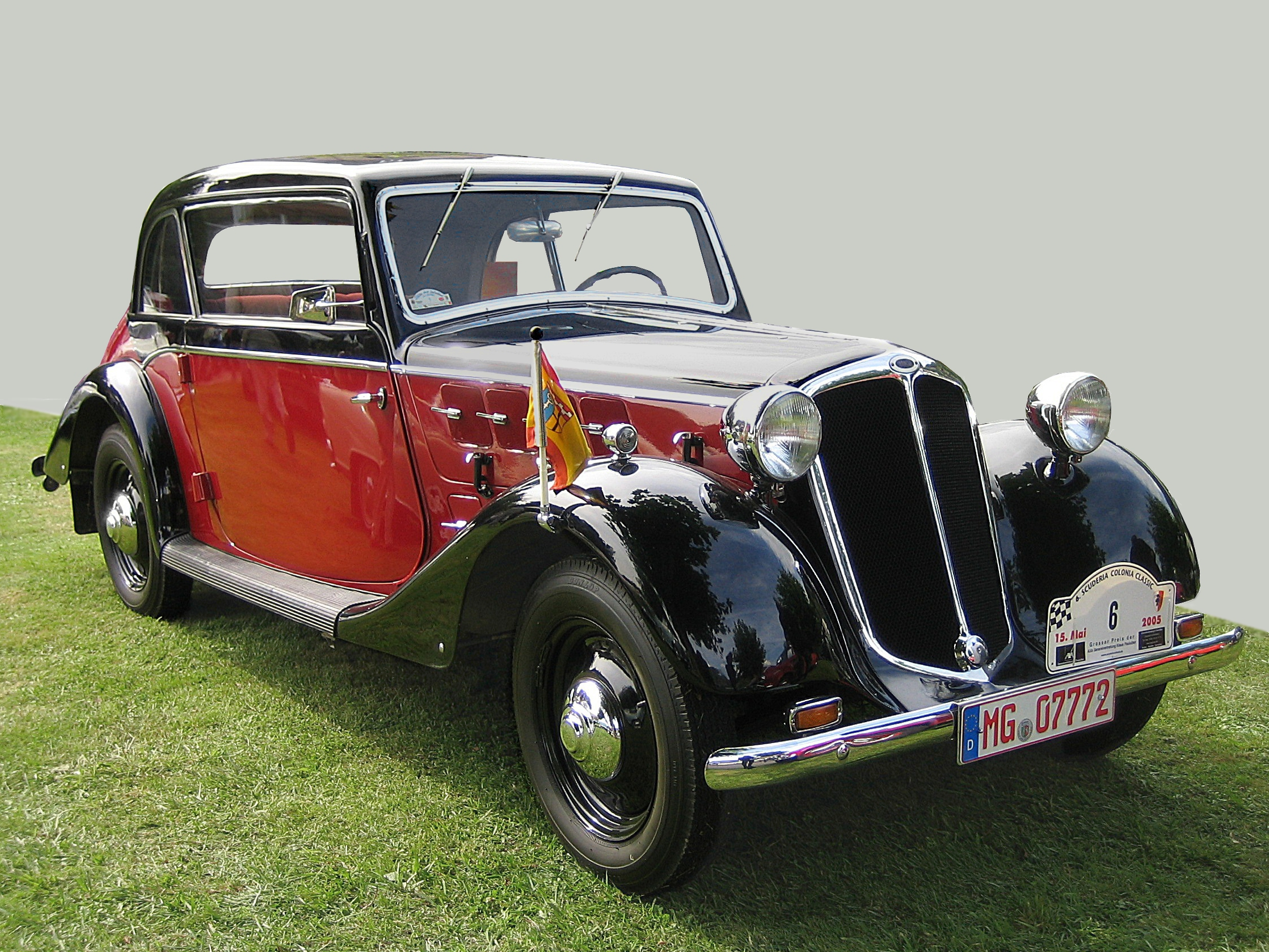
Hansa 1100

У 1936 році з'являється нова модель — більш дорога 3.5-літрова «Ганза 3500 Приват».
Виробництво росло, як на дріжджах, і незабаром завод «Ганза» стає маленьким для фірми. Боргвард вирішує купити землю і будує новий завод площею в 223 000 м2.
У 1937 році з'являються дві нові моделі «Ганза» — 1500 Windspiel і 2000 (2-літрова версія серії 1700).

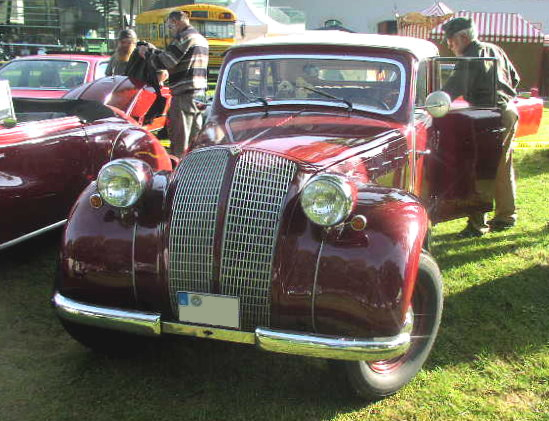
Borgward 2000

Але в 1938 році Боргвард вилучає назву «Ганза» і починає випускати автомобілі під брендом Borgward.
Наприкінці 1938 року, коли нові площі заводу були готові, керівництво Третього Рейху робить куратором заводу генерал-майора фон Шелла. Карлу Боргварду наказують припинити виробництво дорогих моделей і зосередитися на випуску вантажівок і легковиків середнього класу.
У 1939 році з'являється остання передвоєнна модель фірми — «Боргвард 2300», подальший розвиток моделі 2000.
З початком Другої світової на потужностях заводу триває виробництво тільки вантажних машин, і заодно зверху приходить наказ виробляти торпеди і авіаційні кулемети. Тому завод стає ціллю бомбардувань, і в 1944 році 87 % заводів фірми знищені.
У 1945 році Карла Боргварда заарештовують американські військові за пособництво фашистам. Він відбуває термін в 2.5 року.
Поки директор сидить у в'язниці, англійські військові повертають до життя вцілілі корпуси заводів, наказуючи ремонтувати і відновлювати трофейні вантажні «Боргварди» з решти запчастин, завод потихеньку приходить до тями, і вже до кінця року запускає у виробництво вантажівку «Б3000», яку почали випускати ще в 1942 році.
І вже через рік з'являється нова вантажівка моделі «Б1000».
У 1948 році засновника фірми звільняють, але оскільки сировини у повоєнній Німеччині не вистачає, Боргвард змушений виділити з концерну три окремі фірми — Goliath Werk GmbH, Lloyd Maschinenfabrik GmbH і Automobil-und Motorenwerke Carl FW Borgward GmbH.
«Голіафа» він продає в 1949 році Тоду Кюнасту, але вже в 1950 році викуповує у спадкоємців Кюнаста фірму назад за номінальною вартістю акцій.
За цей час в серію пішли триколісні пікапи серії «ГД750», де цифри вказували на вантажопідйомність.

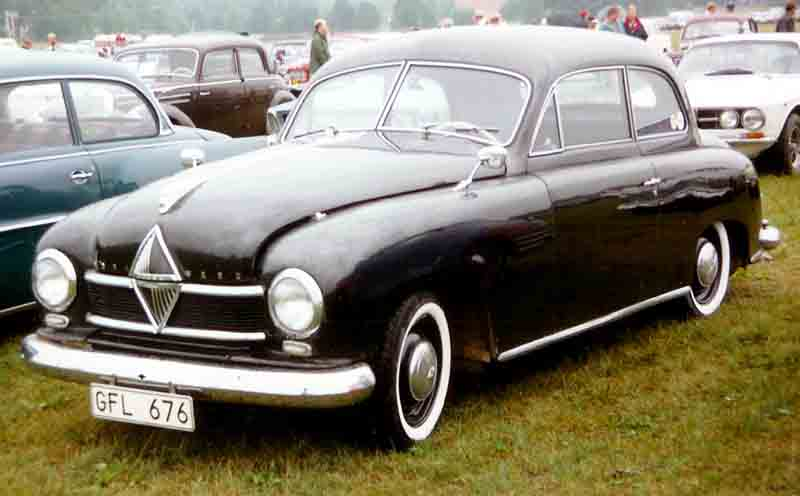
Borgward-Hansa 1500

У 1949 році запускається нова модель 1500 під маркою Borgward-Hansa. Це перший німецький автомобіль з понтонним кузовом: ідею понтонного кузова Карл Боргвард видивився в американських автожурналах, які він читав, поки сидів у в'язниці.

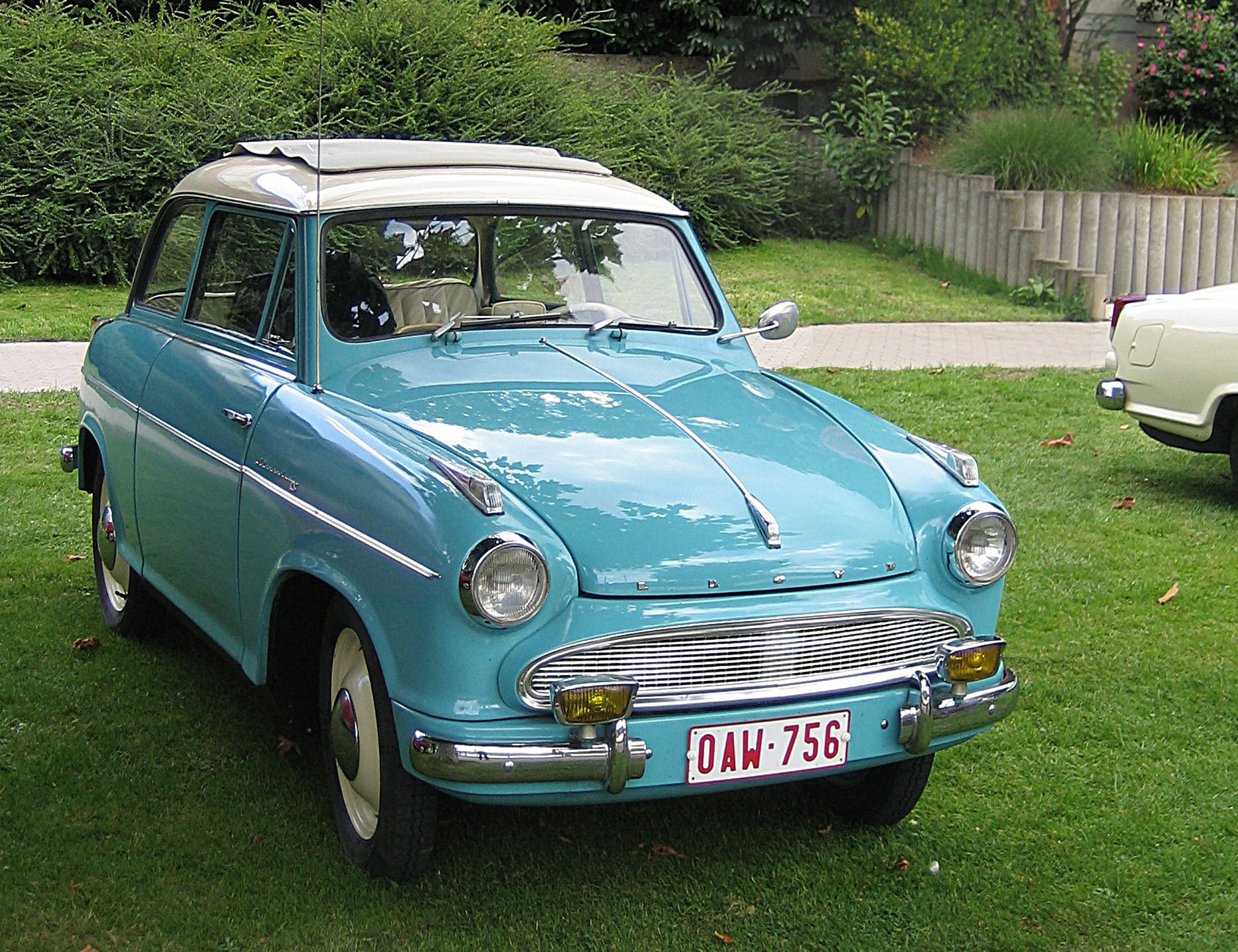
Lloyd Alexander

У тому ж році інша марка, що належить Боргварду — «Ллойд», починає випускати невеликий автомобільчик «ЛП300». Спочатку машина має дерев'яно-тканинну конструкцію, яку поступово до 1954 року замінює повністю металева. В принципі, дизайн машини за 12 років майже не зазнав значного прогресу — починаючи з моделі 400 і кінчаючи моделлю «Александер» особливої різниці не помітно.

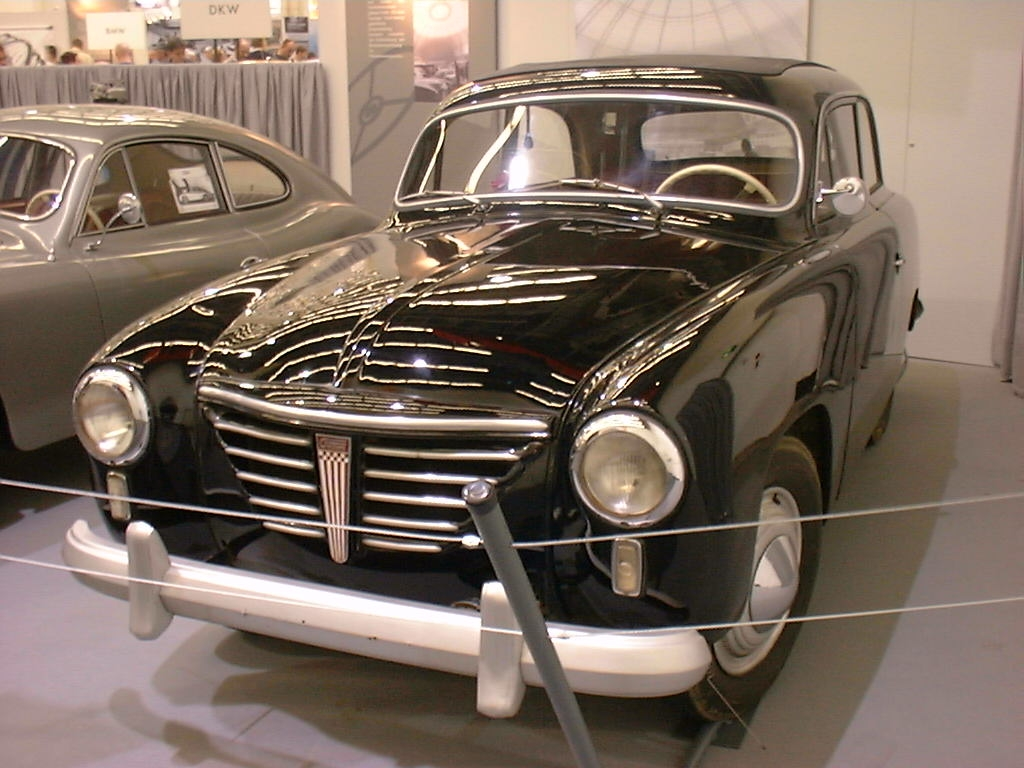
Goliath GP700

Тим часом у 1950 році на повернутій фірмі «Голіаф» запускається у виробництво легкова машина моделі «ГП700», яка через 2 роки отримає такий же мотор, як «Гутброд» — вприсковий. Це будуть дві перші серійні машини з інжекторним двигуном. У 1955 році на зміну «ГП700» прийде модель зі збільшеним об'ємом — «Голіаф ГП900».

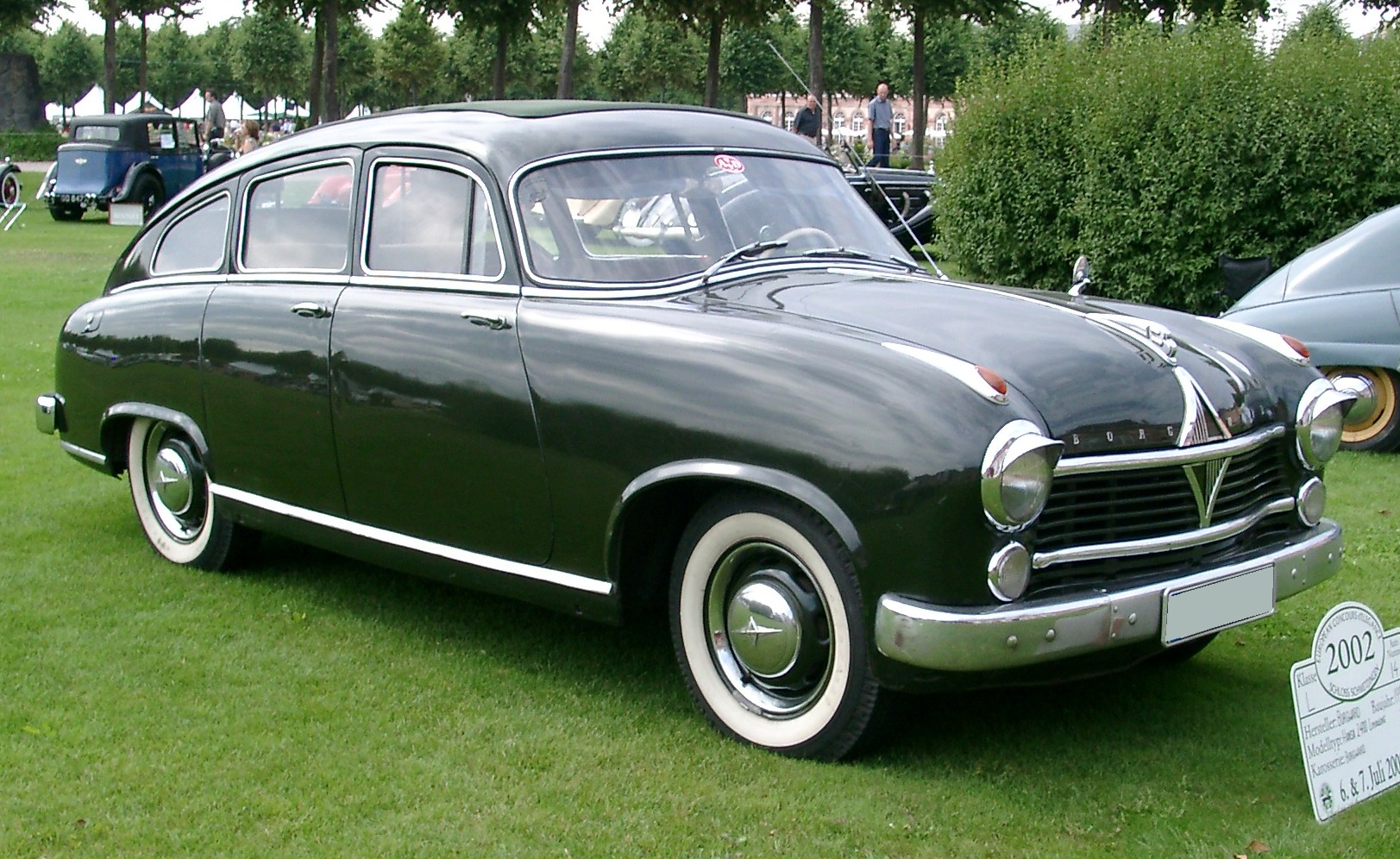
Borgward-Hansa 2400

У 1952 році Боргвард хоче вийти на ринок дорогих автомобілів і випускає «Боргвард-Ганза 2400».
Але репутація у машини погана — обмежена оглядовість, ненадійні гальма і коробка передач. Вдається продати трохи більше 1000 автомобілів.
Модель 1500 оновлюють у 1952 році, з'являється мотор об'ємом 1.8 літра — «Боргвард 1800». Ще через рік з'являється дизельна версія з тим же об'ємом — 1.8 л, машина мала середню витрату 6.9 л, що стало рекордом на той час.

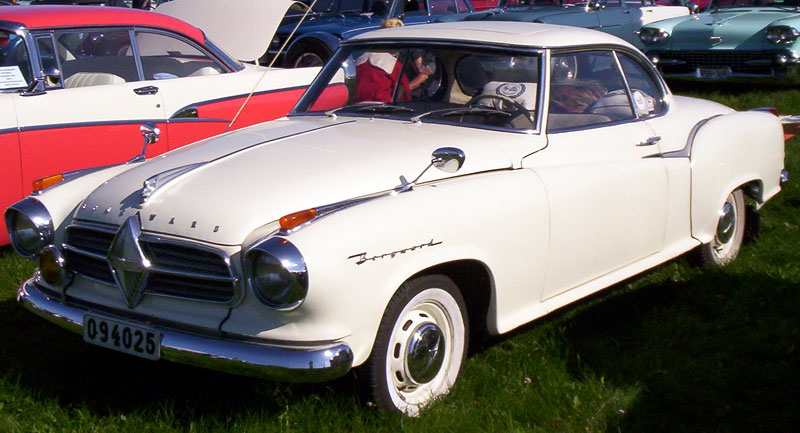
Borgward Isabella Coupe

У 1954 році Боргвард запускає свою легендарну модель — «Ізабелла». Машина відразу стала хітом німецького ринку: тільки в 1954 році було продано 11 000 машин. Карл Боргвард особисто брав участь у розробці машини, і він потрапив у яблучко, він зрозумів, що народ хоче американський дизайн, декор в європейських типорозмірах, що й було зроблено.
Автомобіль випускався з кузовом седан, універсал і купе, яке вважалося найкрасивішим з них. Продажі швидко виросли до 100 000 штук на рік, причому 35 % автомобілів йшли на ринок США. В 1955 році «Крайслер» запропонував Боргварду купити 51 % акцій за 200 000 000 марок — тоді це були колосальні гроші. Але Карл Боргвард відмовляється від пропозиції.

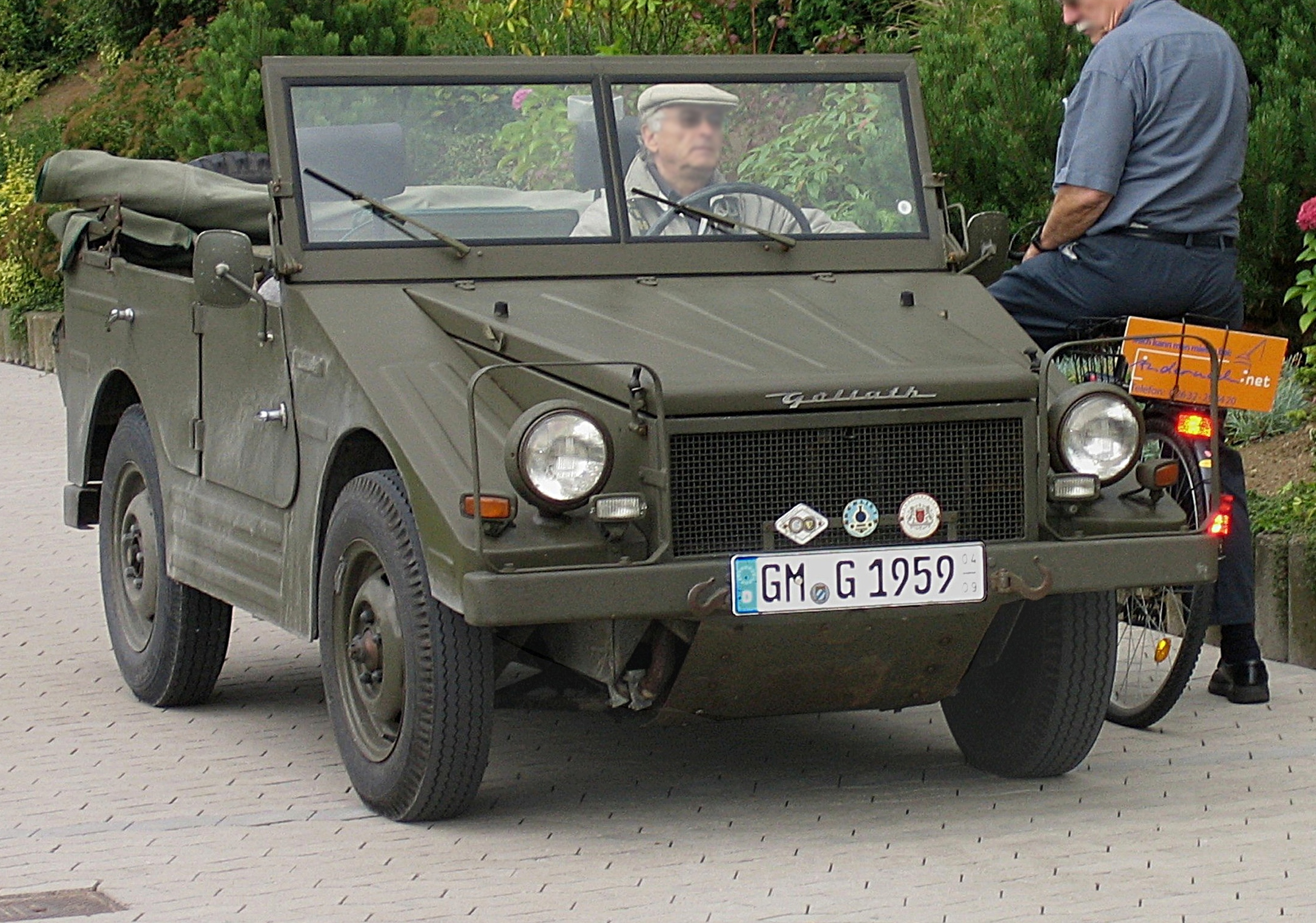
Borgward Jagdwagen Typ 34 1956 року

У 1954 році «Голіаф» представляє військовим модель Jagdwagen Typ 31, але машина під час випробувань показує себе не з найкращого боку. Модернізація автомобіля до 1956 року була занадто пізньою, військові беруть на озброєння конкурента «Голіафа» — DKW Munga.

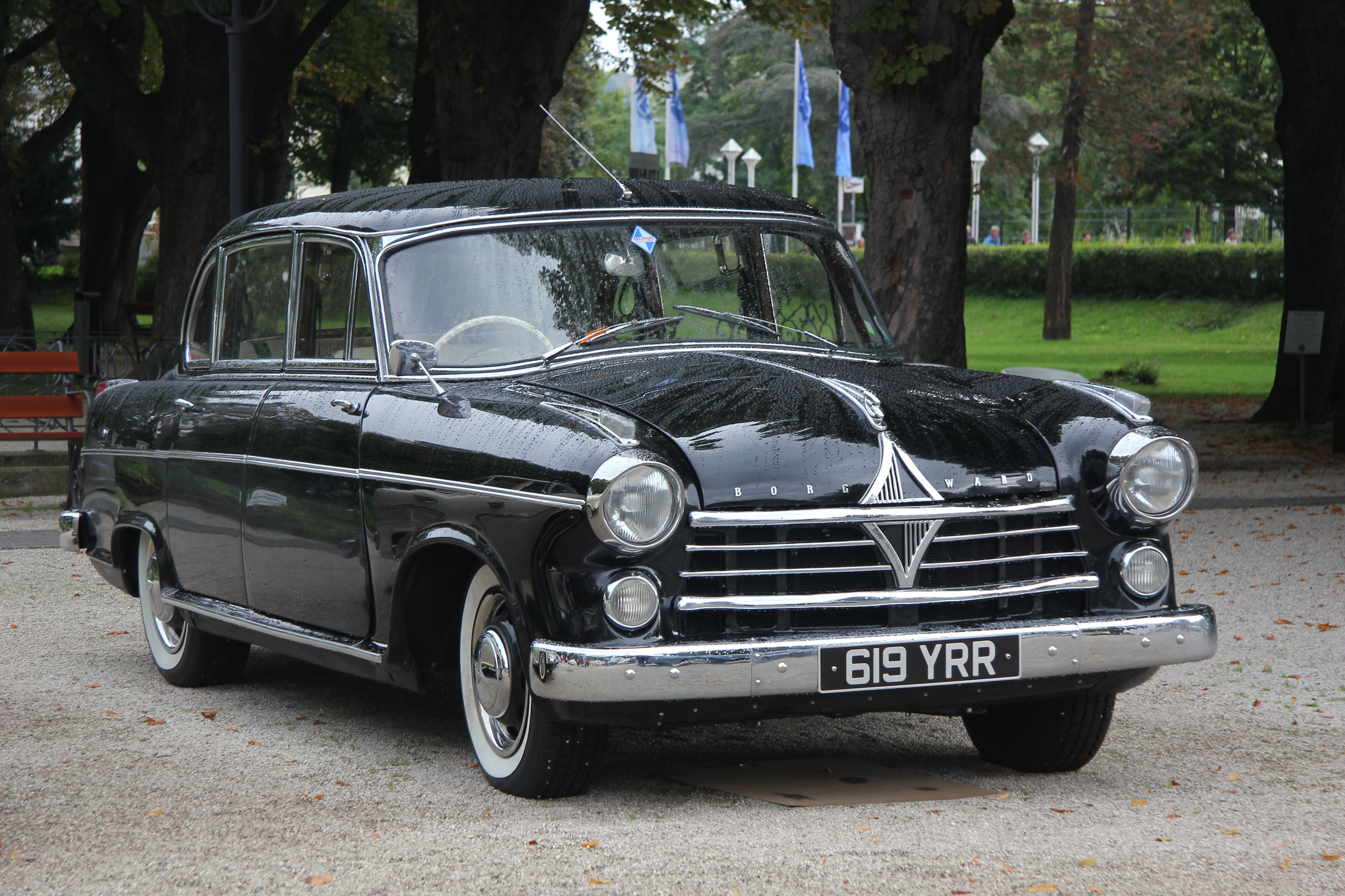
Borgward 2400 Pullman

У 1955 «Ллойд» запускає в серію 2-тактний мікроавтобус «ЛТ600», який є конкурентом «Гутброда», а Боргвард починає виробництво моделі «2400 Пульман», яка повинна замінити невдалу модель 2400, але «Пульман» від Боргварда також не має успіху на ринку.

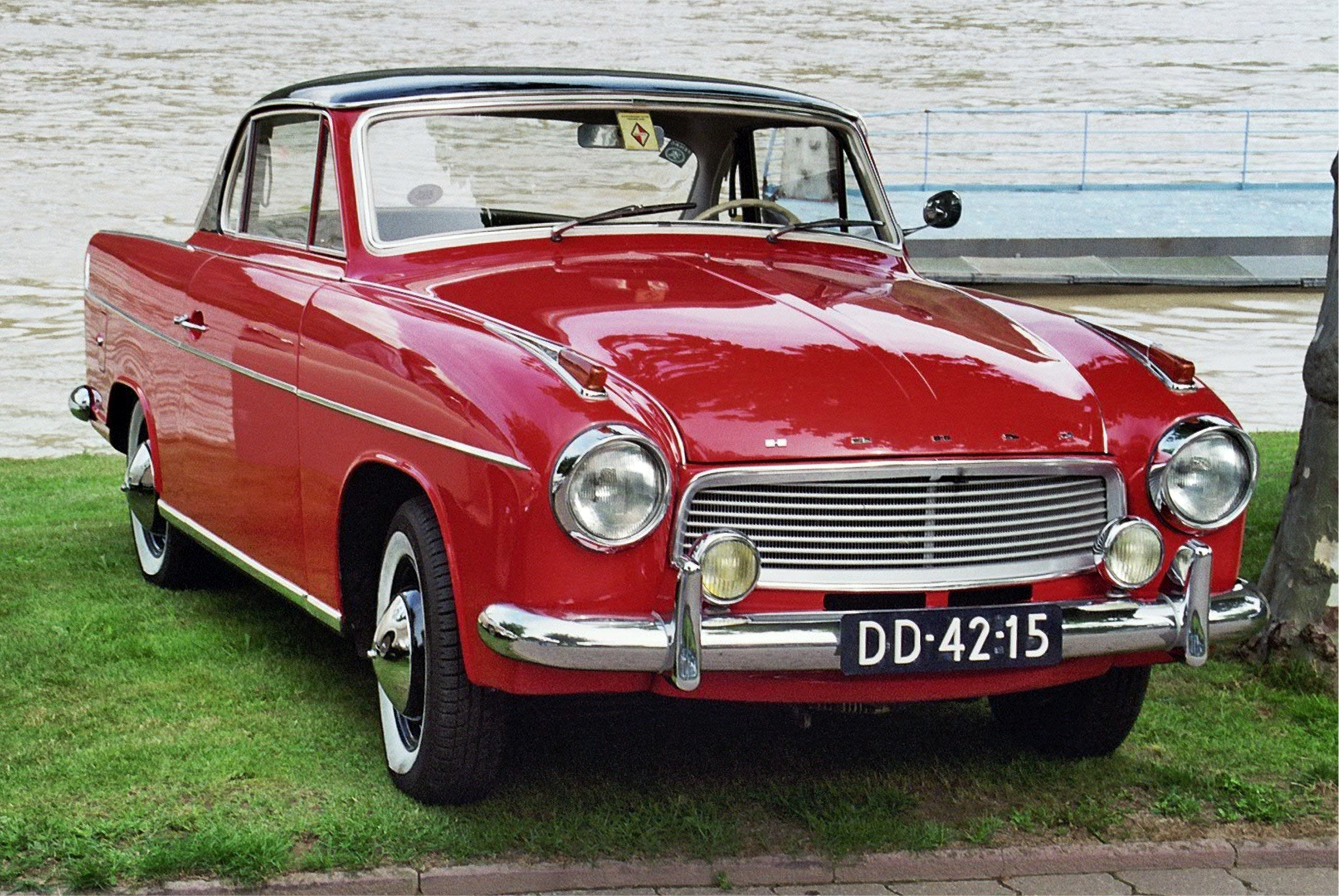
Goliath/Hansa 1100

У 1957 з'являється 4-циліндровий автомобіль «Голіаф 1100». Але оскільки колишні автомобілі марки «Голіаф» були або 3-колісними, або 2-тактними, то Боргвард вирішує поставити хрест на марці, і з 1958 року автомобіль «Голіаф 1100» почав продаватись під брендом «Ганза».

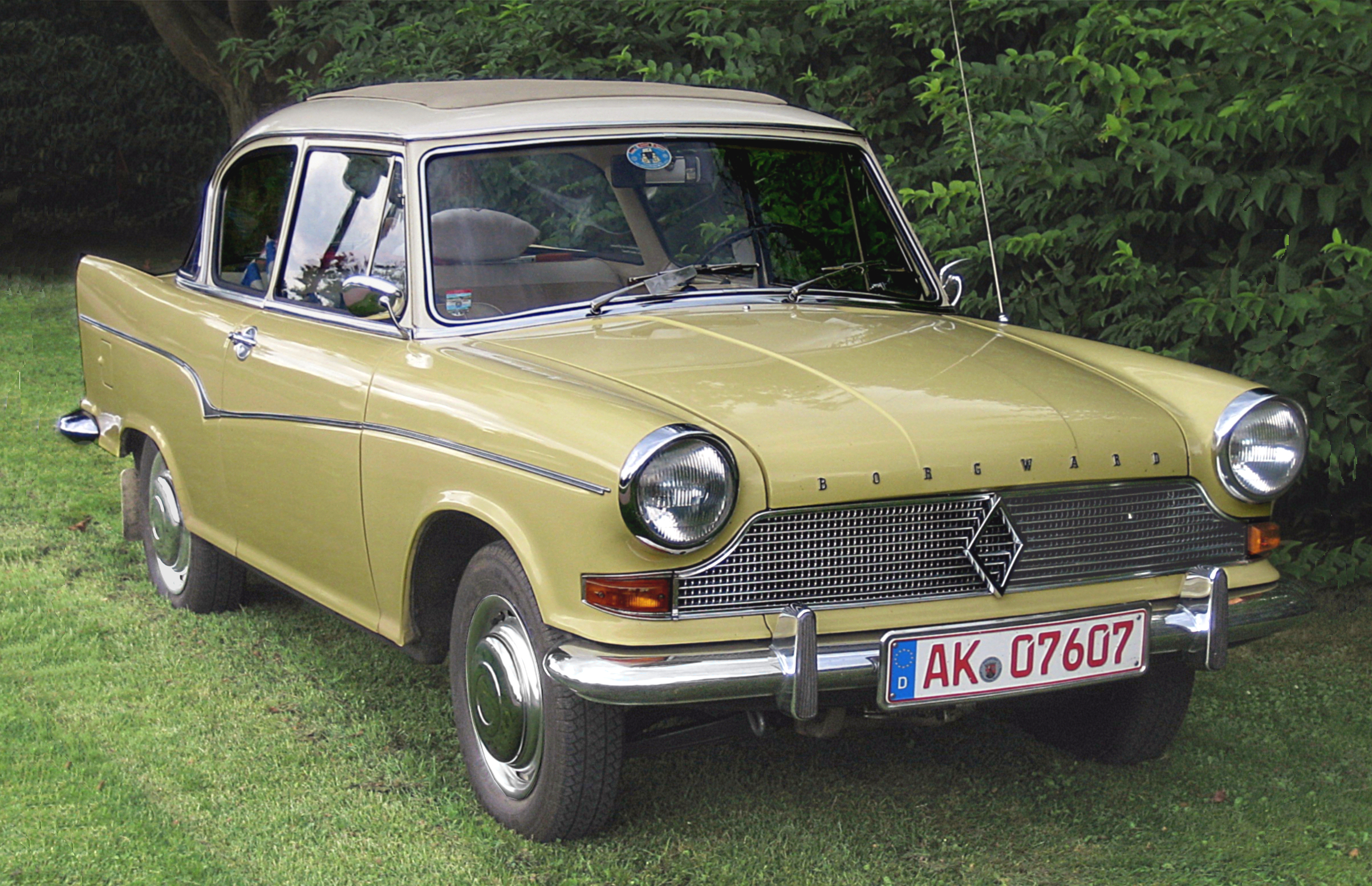
Lloyd Arabella

У 1959 році з'являються дві новинки — «Ллойд Арабелла». Це перший 4-циліндровий «Ллойд» післявоєнного періоду, моторчик 900 кубиків. У варіанті купе моторчик розвивав цілих 45 сил, що дозволяло гнати на швидкості 130 км/год.

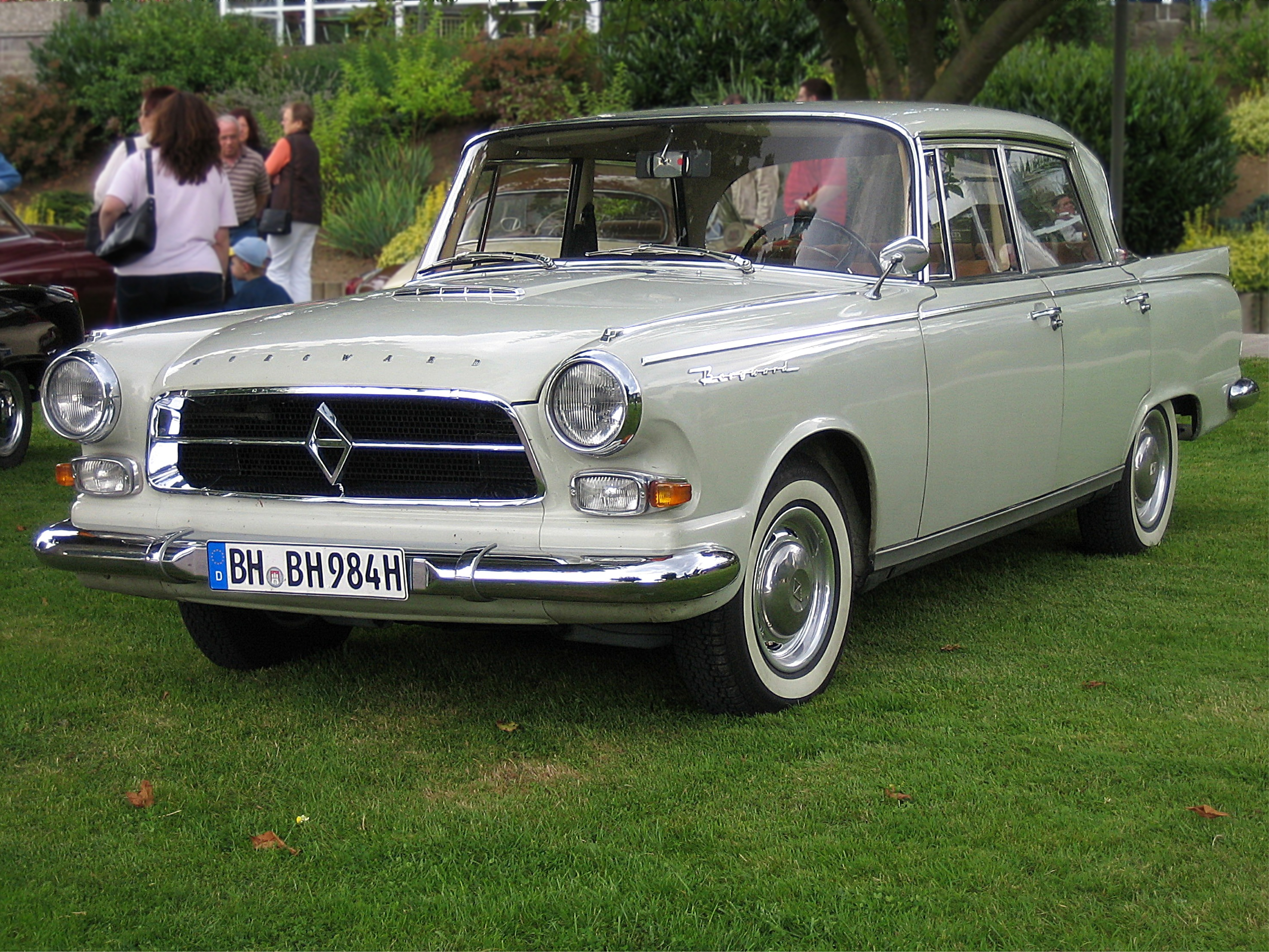
Borgward P100

І найбільша модель концерну — «Богрвагд П100», яку потім назвуть «Der Grosse Borgward», машина замінила невдалий «2400 Пульман». Родзинкою машини стала підвіска на повітряних подушках.
Мотор був 6-циліндровий 2.337 л від моделі 2400.

## Припинення виробництва автомобілів. Закриття компанії
1959 рік був найвдалішим у компанії, прибутку компанії досягла 632 млн дойчмарок. 1960 рік почався дуже непогано, «Ізабелли» доводилося чекати місяцями, але тут пішли рекламації на симпатичні свіжі моделі «Ллойд Арабелла»: тільки за перші місяці число рекламації досягло 1000 машин. Репутація новинки «П100» теж впала, через проблеми з «айр-матіком». До всього іншого великий американський дилер якимось чином збанкрутував, і було скасовано понад 9000 замовлень.
У 1961 році уряд землі Бремен заявляє про те, що Боргвард винен їм 10 000 000 марок, і він неплатоспроможний. Заводиться справа про банкрутство, керуючим банкрутством стає Йохан Семплер — засновник і глава фірми «БМВ». У підсумку 28 липня 1961 фірму оголошують банкрутом. Територію заводу викупив «Мерседес-Бенц», деякі виробничі лінії — «Ганомаг». Пізніше було доведено, що Боргвард не мав жодних заборгованостей на момент оголошення про банкрутство, але справу далі не розглядали, залишили як є, хоча ходять чутки, що за всією цією аферою стояли деякі фірми.
Карл Брогвард вмирає рівно через два роки, день в день, коли було оголошено про банкрутство — 28.07.1963 року.
Що стосовно деяких моделей «Боргвард», то мексиканські бізнесмени купили права і технологію на модель «П100», але через всякі німецькі бюрократичні зволікання вони змогли почати випускати машини лише в 1967 році, а час було втрачено, машину випускали в Мексиці до 1970 року, продавши 2267 автомобілів, які носили в Мексиці ім'я «Боргвард 230С».

## Відродження марки

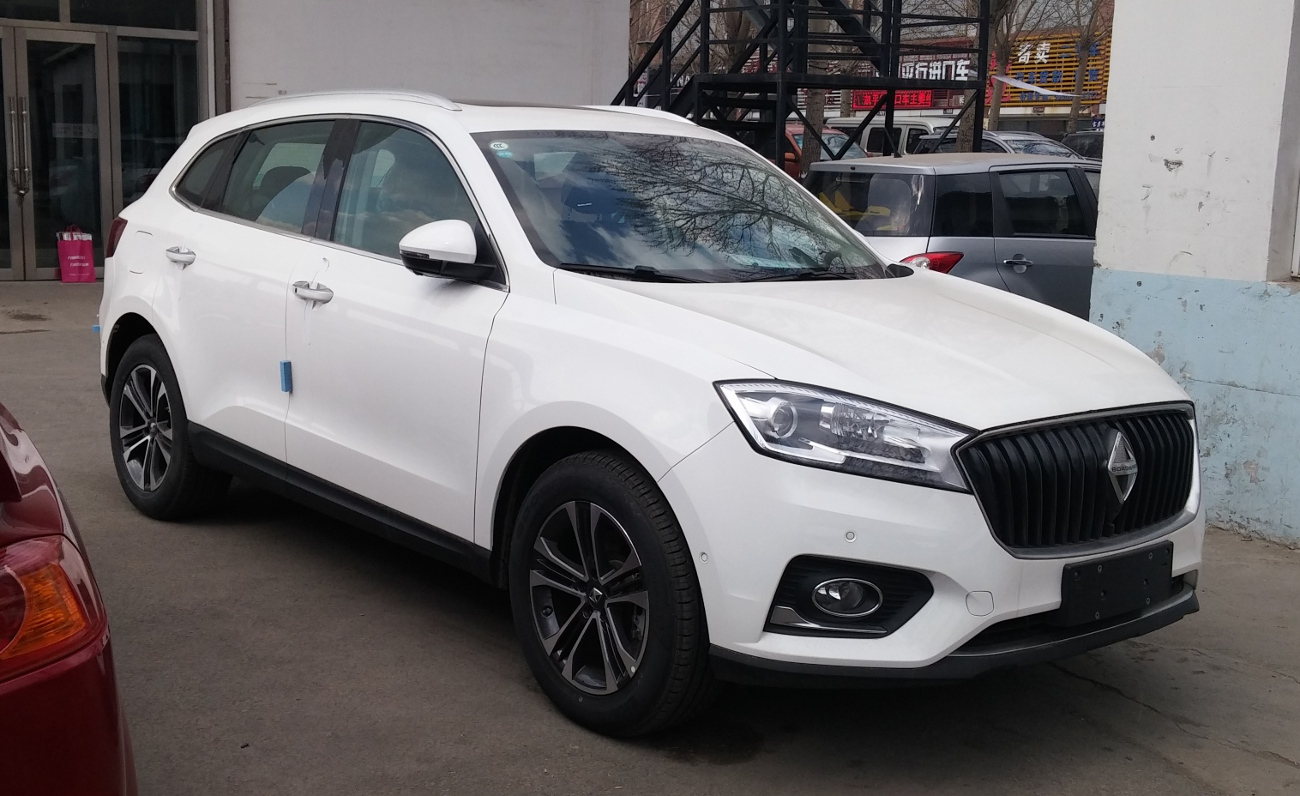
Borgward BX7

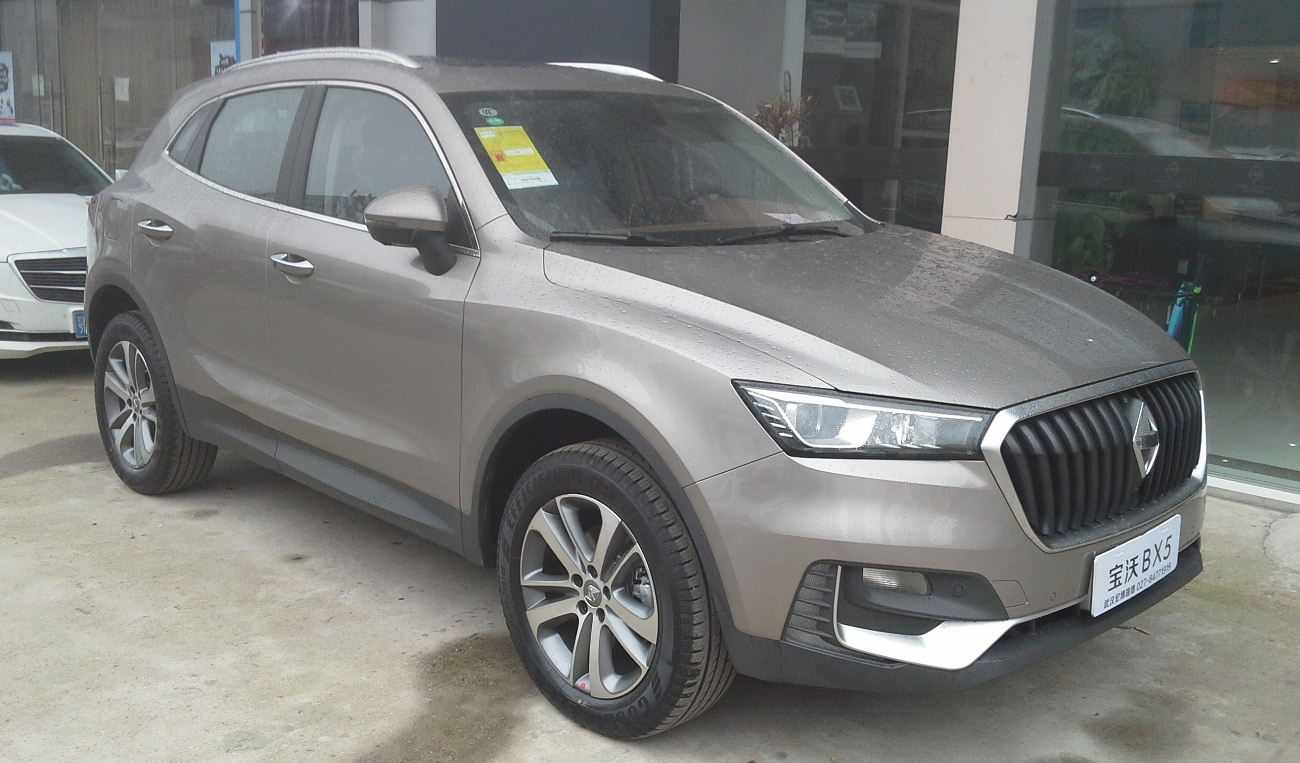
Borgward BX5

У 2008 році в Люцерні (Швейцарія) Крістіан Боргвард, онук Карла Фрідріха Вільгельма Боргварда, оголосив, що відродить бренд Borgward під егідою китайського виробника вантажівок Foton Motor, який, у свою чергу, входить до групи BAIC.
Перший автомобіль під назвою Borgward BX7 був представлений на Женевському автосалоні 2015 року.
Автомобілі, вироблені Borgward, отримали численні нагороди в галузі промислового дизайну між 2015 і 2018 роками, в тому числі German Design Award і Red Dot Design Award.
У квітні 2020 року Borgward представила свою четверту модель Borgward BX3, компактний SUV.
Наприкінці 2020 року Renault подав до суду на Borgward за занадто велику схожість діамантового логотипу китайсько-німецької компанії з логотипом французької компанії. Зрештою судді мюнхенського суду погодилися з Борґвардом.
Після зміни власника в 2019 році від Foton до Ucar Inc, у грудні 2022 року суд Пекіна визнав компанію банкрутом.

## Список легкових автомобілів Borgward
- 1924 — Borgward Blitzkarren
- 1938 — Borgward 2000
- 1939 — Borgward 2300
- 1949 — Borgward Hansa 1500
- 1952 — Borgward Hansa 2400
  - Borgward-Hansa 1800
- 1954 — Borgward Isabella
- 1955 — Borgward 2400 Pullman
- 1959 — Borgward P100
- 1967 — Borgward 230S
- 2016 — Borgward BX7
- 2017 — Borgward BX5

## Список автомобілів Lloyd (за період концерну Borgward)
- 1949 — Lloyd LP300
- 1954 — Lloyd Alexander
- 1955 — Lloyd LT600
- 1959 — Lloyd Arabella

## Список автомобілів Goliath (за період концерну Borgward)
- 1925 — Goliath Rapid
- 1931 — Goliath F200
  - Goliath Pionier
- 1950 — Goliath GD750
  - Goliath GP700
- 1954 — Goliath Jagdwagen
- 1955 — Goliath GP900
- 1957 — Goliath 1100

## Список автомобілів Hansa (за період концерну Borgward)
- 1933 — Hansa 400
  - Hansa 500
- 1934 — Hansa 1100
  - Hansa 1700
- 1936 — Hansa 3500 Privat
- 1937 — Hansa 1500 Windspiel
  - Hansa 2000
- 1949 — Borgward Hansa 1500
- 1952 — Borgward-Hansa 2400
  - Borgward-Hansa 1800
- 1958 — Hansa 1100